# Bonifacio VI
Bonifacio VI (Roma  o Toscana, ¿? - Roma, 25 de abril de 896) fue el papa 112.º de la Iglesia católica en 896.
Su elección como papa fue posible gracias al apoyo del principal adversario de la política proalemana de Formoso, el rey de Italia y emperador del Sacro Imperio Romano Germánico,  Lamberto de Spoleto, quien tras ser expulsado de Roma por Arnulfo pudo retomar la ciudad tras la marcha de este debido a su estado de salud y a los problemas internos que surgían en Alemania. 
Su pontificado solo duró quince días pues falleció de gota el 25 de abril de 896, fue sepultado en el pórtico de los pontífices. 
Su pontificado es considerado el segundo más corto de la historia solo detrás de Urbano VII.
En un Sínodo romano, celebrado bajo Juan IX en 898, se alude a la deposición de Bonifacio y a su intrusión en el pontificado con el apoyo de los partidarios de Lamberto de Spoleto; por lo cual algún historiador le ha dado el dictado de antipapa. Sin embargo, su nombre figura en los catálogos más acreditados.